# Video Game High School
Video Game High School (abreviada como VGHS) es una webserie de comedia y acción de RocketJump Studios. Escrita por Matthew Arnold, Will Campos y Brian Firenzi y dirigida por Matthew Arnold, Brandon Laatsch y Freddie Wong, la protagonizan Josh Blaylock, Johanna Braddy Jimmy Wong, Ellary Porterfield y Brian Firenzi.
Transcurre en una escuela de formación para los futuros jugadores profesionales . RocketJump Studios describe la serie que va de «cómo conseguir los mejores amigos, los primeros amores y el head shot perfecto».
Desde su lanzamiento en 2012 la serie adquirió muchos seguidores de culto y fue vista más de 150 millones de veces en varias plataformas en línea como Youtube, Hulu o Netflix.

## Argumento
La serie se ambienta en un futuro cercano donde los videojuegos son uno de los deportes más competitivos y populares del mundo, lanzando a sus mejores jugadores al estrellato. "The Law", maestro del disparos en primera persona (FPS), es uno de estos jugadores famosos. Un canal de televisión lo invita a sus estudios a jugar en directo en un programa transmitido a nivel nacional. A la partida se van uniendo jugadores elegidos al azar que él mata sin mostrar el más mínimo esfuerzo. Cada vez más aburrido, intenta matarlos de maneras cada vez más arriesgadas y todo irá bien hasta que recibe un inesperado tiro de Brian, un estudiante normal de secundaria, que lo mata. Este golpe de suerte le otorga a este último una reputación internacional y una plaza en la Video Game High School (VGHS), una academia de élite para los mejores jugadores del mundo. Desafortunadamente, después de esto, The Law está resentido con de Brian y como también asiste a la VGHS ha decidido acosarlo para obligarlo a dejar la escuela.
El protagonista de la serie es BrianD, los amigos y los enemigos que irá haciendo en este colegio, presentando los típicos dramas comunes de las escuelas pero con videojuegos en el fondo. La serie utiliza escenas de acción de acción real para recrear lo que sucede en los videojuegos en los irán jugando.

## Reparto y personajes

### Principales[6]
- Josh Blaylock como Brian Doheny (conocido como BrianD), jugador de FPS.[7]
- Johanna Braddy como Jennifer Mattheus (conocida como Jenny Matrix), capitán del equipo júnior Varsity. Es la novia de The Law en la primera temporada y después será pareja de Brian.[7]
- Brian Firenzi como Lawrence Pemberton (conocido como de The Law), el jugador profesional número 1 del mundo.
- Jimmy Wong como Theodore Wong (conocido como Ted, y ocasionalmente por su seudónimo Gr8fulTed). Es el mejor amigo de Brian e hijo del profesor de videojuegos de ritmo Freddie Wong. Ted quiere estudiar juegos de ritmo para que su padre se esté orgulloso de él, pero es mejor en los juegos de carreras.[7]
- Ellary Porterfield como Ki Swan, va a VGHS para desarrollar videojuegos. Ella es la novia de Ted y amiga de Brian.[7]
- Cynthia Watros como Mary Matrix, entrenador del equipo de FPS Varsity y la madre de Jenny. (Segunda temporada).[8]
- Nathan Kress (3.ª Temporada) como The Law.

### Recurrentes
- Joey Bertran como Jumpin' Jax.
- Will Campos como la voz de ShotBot.
- Rocky Collins como Drift King, capitán del equipo de carreras de drift.
- Joel Dauten como Scott Slanders, presentador principal del programa PwnZwn.
- Benji Dolly como Games Dean, un jugador de FPS en la VGHS.
- Clinton Jones como ShotBot, robot copresentador del programa PwnZwn.
- Zachary Levi como Ace, profesor en la clase de FPS 101.[9]
- Harley Morenstein como el Decano Ernie Calhoun, rector de la VGHS.
- Brennan Murray como Wendell ( game tag TacoBoy14).
- Chase Williamson como Shane Pizza, capitão do time de RTS.
- Freddie Wong como una versión ficticia de sí mismo. Es un campeón de juegos de ritmo mundialmente famoso e imparte clases sobre ese tema en la VGHS. Es padre de Ted Wong.

### Cameos
| - Matthew Arnold como Zoostcaster. - Cliff Bleszinski como TheJackrabbit. - Will Campos como Buddy Phelps. - Joanna Sotomura como The Duchess Of Kart. - Wesley Chan como K-Pop. - Arden Cho como presentadora de televisión coreana. - Maddy Rae Cooper como O'Doyle. - Desmond Dolly como Acid Reflux, Quad Student #2, and Goon 2. - Justine Ezarik como Bella. - Chris Hardwick como presentador de noticias. | - Tony Hawk como Tony Hawk. - John Hennigan como Crazy Napalm Suit. - Clinton Jones como Clint Lockwood. - Brandon Laatsch como Brandon. - Shira Lazar como Rosalie. - Stan Lee como Stan L33t. - Tara Macken como Ronin. - Joel McHale como el presidente de los Estados Unidos. - Burnie Burns y Joel Heyman. - Rubén Raúl como Criptix (temporada 4). | - Ashton Paudi como AshiX (temporada 1 y 2). - Ethan Newberry como Clutch. - Conan O'Brien como presentador de noticias. - Kara Petersen como Freezerburn. - Noah como Cheeto the Cat. - Michael Rousselet como Alliterator. - Jon Salmon como Chip Trigger. - Phillip Wang como Oldboy. - LeeAnna Vamp como Esme. - Maureen McCormick como Sra. Barnstormer |

## Producción y lanzamiento

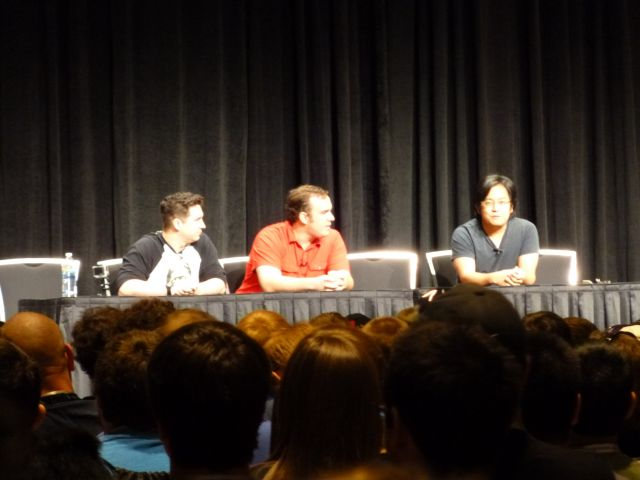
Desmond Dolly, Matt Arnold, y Freddie Wong de RocketJump en una charla en Video Game High School temporada 2 en un panel en RTX 2013

Video Game High School fue cocreado por Freddie Wong, Will Campos, Brian Firenzi y Matt Arnold. Además de ser el showrunner, Arnold también es guionista, al igual que Campos y Firenzi (fundador de 5secondfilms.com). La serie se basa en un concepto de Campos y Chris Pappavaselio.
El equipo pudo financiar la serie a través de Kickstarter, donde establecieron un objetivo de financiación de 75 000 dólares para recaudar en un período de 30 días. La cantidad necesaria se consiguió en menos de 24 horas y continuó ascendiendo desde entonces. El 22 de octubre de 2011, las donaciones llegaron a su fin, con 273 725 dólares recaudados para el proyecto de parte de 5,661 patrocinadores.
El rodaje comenzó el 25 de octubre y finalizó a fines de noviembre de ese mismo año. Los últimos cuatro días de rodaje tuvieron lugar en la mina de hierro de Eagle Mountain y en el desierto de Mojave. La postproducción comenzó poco después y finalizó a principios de 2012. El tráiler de la serie se estrenó en YouTube el 11 de mayo de 2012 en el entonces canal "Freddiew", ahora canal principal de RocketJump.

## Episodios
| Temporada | Temporada | Episodios | Duración     | Fecha de lanzamiento  | Fecha de lanzamiento    |
| --------- | --------- | --------- | ------------ | --------------------- | ----------------------- |
| Temporada | Temporada | Episodios | Duración     | Estreno de temporada  | Final de temporada      |
|           | 1         | 9         | 10 - 22 min. | 11 de mayo de 2012    | 5 de julio de 2012      |
|           | 2         | 6         | 30 - 44 min. | 26 de julio de 2013   | 31 de agosto de 2013    |
|           | 3         | 6         | 37 - 66 min. | 13 de octubre de 2014 | 15 de diciembre de 2014 |

Los episodios de la primera temporada se lanzaron en mayo, junio y julio de 2012, primero en el sitio web RocketJump y una semana después en el canal de YouTube "freddiew". Las personas que se comprometieron con la recaudación de fondos del proyecto recibieron descargas digitales en HD y discos DVD. La recaudación de fondos Kickstarter para la segunda temporada finalizó en febrero de 2013 con el proyecto más que financiado.
En julio de 2013, Freddie Wong dijo que se estaba trabajando en una tercera temporada y el rodaje de esta comenzó en marzo de 2014. Los episodios de la temporada 3 se lanzaron una vez por semana a partir del 13 de octubre se podían comprar para su visualización inmediata a través de Vimeo On Demand, que incluye descargas en 4K HD, HD y SD de los episodios comprados. RocketJump anunció el 30 de octubre de 2014 que la tercera temporada sería la última de la serie.
Netflix transmitió las tres temporadas del programa, pero solo la temporada 3 está en 4K UHD, con la mayoría de los episodios divididos para hacer episodios individuales de 30 minutos.